# Хасан, Ахмед
Ахмед Кассель Хасан (араб. أحمد حسن‎; род. 2 мая 1975, Магага, Эль-Минья) — египетский футболист, полузащитник. Рекордсмен сборной Египта по количеству матчей — 184.

## Карьера
Ахмед Хасан начал карьеру профессионального футболиста в клубе города Асуан. После одного сезона, проведённого в низшем дивизионе, Хасан перешёл в более успешный «Исмаили». В двадцать лет он получил приглашение в национальную сборную и 29 декабря 1995 года провёл первый матч в составе сборной Египта против сборной Ганы. После успешного выступления в составе сборной на Кубке африканских наций 1998 года (включая гол, забитый с дальней дистанции в матче против сборной ЮАР, который принёс Египту победу в турнире), Хасан присоединился к турецкому клубу «Коджаэлиспор» в возрасте 22 лет. В 2000 году перешёл в «Денизлиспор», а в 2001 году Хасан вместе со своим товарищем по сборной Абделем эль Сака подписали контракт с «Генчлербирлиги». По истечении трёх успешных сезонов в составе клуба, в ходе которых «Генчлербирлиги» дважды вышел в финал Кубка Турции, Хасан перешёл в «Бешикташ», где стал игроком основного состава и регулярно забивал мячи.

### «Андерлехт»
После того как Хасан был назван лучшим игроком на Кубке африканских наций 2006 года. Клубы «Фулхэм», «Рейнджерс», «Ньюкасл» и «Эспаньол», по данным СМИ, изъявили желание подписать с ним контракт. Хасан выбрал «Андерлехт», чемпиона Бельгии, и присоединился к нему после завершения действия контракта с клубом «Бешикташ» в 2006 году. Ахмед примкнул к «Андерлехту» в период квалификации в Лиге чемпионов. Хасан должен был стать одним из ключевых игроков в команде. В сезоне 2007/08 Хасан сказал, что этот сезон станет дня него последним, проведённым в клубе. На тот момент его семья возвратилась в Египет и ждала его на родине.

### Возвращение в Египет
Ахмед Хасан выбрал футбольный клуб «Аль-Ахли», чтобы завершить карьеру футболиста именно в нём. Он подписал трёхлетний контракт с клубом в мае 2008 года. В первом же матче в составе команды против принципиального соперника «Замалека» Хасан забил гол со штрафного удара с большой дистанции. Второй гол Хасан провёл в ворота «Замалека» ровно через неделю, забив, таким образом, два гола в первых двух матчах за свой новый клуб.

## Кубок африканских наций
Хасан принимал участие в розыгрыше восьми кубков, выиграл турнир четырежды (1998, 2006, 2008, 2010). В 2006 он забил четыре гола в шести матчах и занял второе место в списке бомбардиров турнира. Позже Хасан был назван лучшим игроком турнира. В 2010 году Египет выиграл в третий раз подряд Кубок африканских наций и Хасан вновь был признан лучшим игроком турнира. На том же турнире Хасан побил рекорд Африки по числу матчей за национальную сборную, принадлежавший ранее его соотечественнику и однофамильцу Хусаму Хасану. Проведя 179-й матч за сборную Египта, он стал рекордсменом за всю историю футбола по количеству игр за национальную команду.